# Rhesala cervina
Rhesala cervina là một loài bướm đêm trong họ Noctuidae.